# Xã Liberal, Quận Seward, Kansas
Xã Liberal (tiếng Anh: Liberal Township) là một xã thuộc quận Seward, tiểu bang Kansas, Hoa Kỳ. Năm 2010, dân số của xã này là 548 người.